# The Gorilla (film din 1939)
The Gorilla este un film de groază-comedie american din 1939 regizat de Allan Dwan. Rolurile principale sunt interpretate de actorii Albert Ritz, Harry Ritz și Jimmy Ritz. Este o refacere cu sunet a filmului mut omonim din 1927 (care a mai fost refăcut în 1930).

## Distribuție
- Jimmy Ritz - Garrity
- Anita Louise - Norma Denby
- Harry Ritz - Mulligan
- Patsy Kelly - Kitty
- Lionel Atwill - Walter Stevens
- Bela Lugosi - Peters
- Joseph Calleia - The Stanger
- Edward Norris - Jack Marsden
- Wally Vernon - Seaman
- Paul Harvey - Conway